# Ares I
Ares I (precedentemente noto col nome di Crew Launch Vehicle) era il vettore dedicato al lancio dell'equipaggio nell'ambito del Programma Constellation. Ares I era infatti progettato per lanciare la navetta Orion, sviluppata per sostituire lo Space Shuttle dopo il termine dei voli nel 2011. Il vettore Ares V, più grande e senza equipaggio, era complementare ad Ares I e avrebbe dovuto essere utilizzato per l'invio del carico.
Il 1º febbraio 2010 il Presidente degli Stati Uniti d'America, Barack Obama ha annunciato l'intenzione di cancellare il programma a partire dall'anno finanziario 2011 ma tale decisione è stata successivamente emendata dal senato.

## Progetto

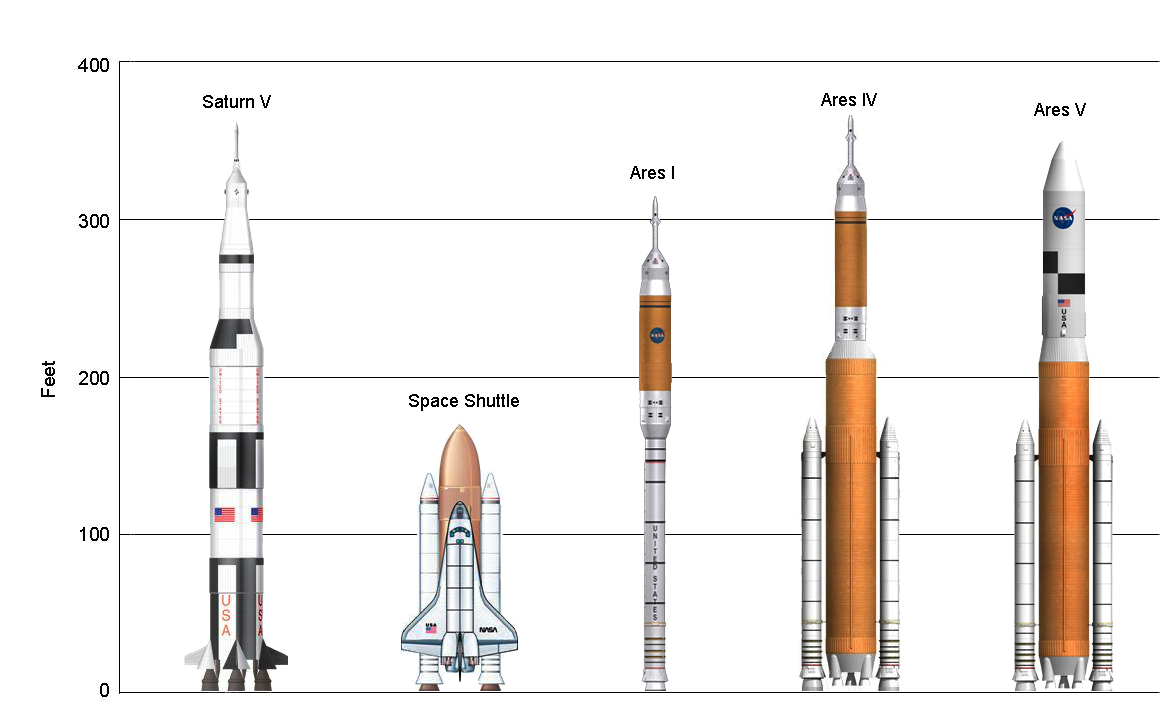
Comparazione tra il Saturn V, la Space Shuttle, e i tre vettori della famiglia Ares del Programma Constellation

### Storia

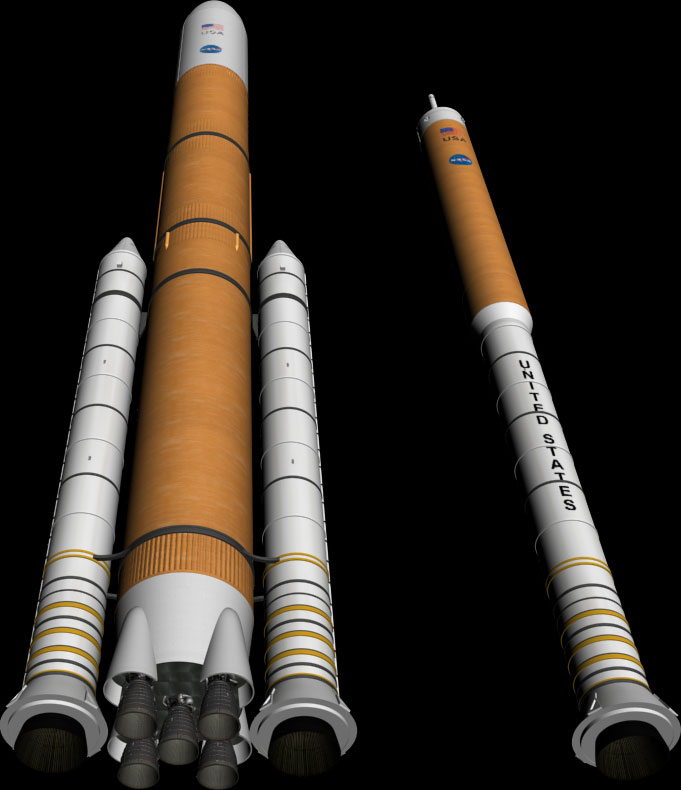
Illustrazione dei nuovi lanciatori Ares V (sinistra) e Ares I (destra). Ares I possiede razzi a cinque segmenti a combustibile solido per il primo stadio (che sostituiscono i razzi a quattro segmenti degli SRB) e un secondo stadio più corto.

Dopo l'annuncio del progetto Vision for Space Exploration nel gennaio 2004, NASA avviò l'Exploration Systems Architecture Study il 29 aprile 2005 per determinare "i requisiti e le configurazioni per i sistemi di lancio del carico e dell'equipaggio per il supporto dei programmi di esplorazione lunare e marziana", stimare "i requisiti del Crew Exploration Vehicle e i piani per abilitarlo al trasporto dell'equipaggio verso la stazione spaziale", "sviluppare una architettura per l'esplorazione lunare e il supporto delle operazioni di esplorazione lunare robotica e umana" e "identificare le tecnologie chiave richieste per accrescere significativamente questi sistemi di esplorazione".
Per Ares I venne selezionata una architettura derivata dal sistema di lancio dello Shuttle. Originalmente dovevano essere utilizzati i Solid Rocket Booster (SRB) dello Shuttle a quattro segmenti per il primo stadio e un propulsore principale (SSME) dello Shuttle come secondo stadio. La versione senza equipaggio avrebbe utilizzato dei razzi a cinque segmenti.
Dei test rivelarono, poco dopo l'approvazione del progetto iniziale, che la navetta Orion sarebbe stata troppo pesante per essere lanciata con dei razzi a quattro segmenti, quindi nel gennaio 2006 la NASA annunciò la riduzione della navetta Orion, l'utilizzo di SRB a cinque segmenti per il primo stadio e la sostituzione del singolo SSME con un propulsore J-2X. Quest'ultimo costava meno della metà (circa 20-25 milioni di dollari) dell'SSME (circa 55 milioni di dollari) e a differenza del propulsore dello Shuttle, progettato per essere acceso a Terra, il J-2X è stato pensato per essere avviato sia nell'atmosfera sia nel vuoto. L'SSME avrebbe dovuto essere modificato pesantemente per essere avviabile nell'atmosfera e riavviabile in un secondo tempo nel vuoto.
A giugno 2006 la NASA assegnò alla Alliant Techsystems, l'attuale produttore degli SRB il contratto principale per il primo stadio dell'Ares I. Contemporaneamente assegnò la progettazione e la costruzione del propulsore J-2X del secondo stadio alla Rocketdyne, una divisione della Pratt & Whitney.
Il 4 gennaio 2007 era stato concluso il system requirement review dell'Ares I, il primo traguardo per il processo di progettazione, che ha assicurato l'aderenza di Ares I a tutti i requisiti specificati per il Programma Constellation. Il 1º settembre 2007 era stato firmato il contratto con l'azienda Boeing per lo sviluppo dello stadio superiore e dei suoi sistemi avionici.
Il 15 gennaio 2008 era stato lanciato con successo un modello in scala 1:100 del razzo Ares I. A giugno 2008 era stata completata la revisione del progetto del primo stadio e il mese successivo la fase preliminare di progettazione di Ares I, da parte di più di 1 100 esperti dei centri NASA e dei partner industriali per assicurare il raggiungimento dei requisiti di sicurezza e affidabilità, facendo incominciare la fase di progettazione vera e propria.
Ares I-X è stato il razzo dimostratore per il vettore Ares I, e ha trasportato solo strumentazione. Successivamente sarebbe stato lanciato un altro volo di prova con uno stadio superiore senza motore e la navetta Orion nel 2012. I voli con equipaggio erano previsti non prima del 2015.

### Primo stadio
Il primo stadio era costituito da un razzo a combustibile solido derivato dai Solid Rocket Booster (SRB) dello Space Shuttle. A confronto con questi ultimi, è stato aggiunto un quinto segmento, che permetterà di produrre una maggiore spinta, una accensione più lunga e raggiungere una orbita più alta. Sono stati rimossi i punti di aggancio con il serbatoio esterno e un adattatore di prua che sostituisce il cono anteriore. Questo adattatore era fornito con propulsori di separazione per staccare gli stadi durante la salita.

### Secondo stadio
Il secondo stadio era spinto dal propulsore a razzo J-2X alimentato da idrogeno e ossigeno liquidi. Il J-2X deriva dal propulsore J-2 utilizzato nei vettori Saturn IB e Saturn V. La riprogettazione del propulsore ha permesso di aumentare la spinta del propulsore originale J-2 da 40.279 kN (230000 lbf) nei vettori Saturn a 51.487 kN (294.000 lbf) nell'Ares I.
Anche se questo propulsore deriva da un progetto già consolidato, il secondo stadio era completamente nuovo. Originalmente dovevano essere utilizzati serbatoi separati per l'ossidante e il carburante e per diminuire la massa è stata utilizzata una paratia in comune tra i due serbatoi, un concetto che risale all'era Apollo. In questo modo è possibile aumentare la capacità del carburante, che raggiunge i 135.125 kg (297.900 libbre) e diminuire l'accelerazione iniziale del secondo stadio a circa 0,6 g. Il secondo stadio conteneva anche una struttura per l'aggancio con il veicolo Orion e un sistema di propulsione per controllare la rotazione del primo e secondo stadio durante il volo.
Il propulsore J-2X era impiegato nella cosiddetta modalità primaria. La modalità secondaria era invece impiegata nello stadio superiore dell'Ares V. In modalità primaria, il propulsore si accendeva dopo circa 127 secondi dal lancio, dopo la separazione del primo stadio, a un'altezza di 36 miglia (57,9 km). L'accensione durava 465 secondi, impiegando quasi 400.000 litri (105.500 galloni) di propellente, facendo raggiungere al secondo stadio dell'Ares I un'altezza di 80 miglia (128,7 km).
Dopo lo spegnimento del J-2X, la navetta Orion si separava dallo stadio superiore e accendeva i propulsori per inserirsi in orbita bassa terrestre. Da qui poteva raggiungere la Stazione spaziale internazionale oppure congiungersi con l'Earth Departure Stage e il modulo lunare Altair dell'Ares V per raggiungere la Luna.

### Critiche
Erano state mosse diverse critiche alla configurazione dell'Ares I. In primo luogo, la produzione di un vettore con un carico di 25 tonnellate poteva essere in concorrenza diretta con altri veicoli esistenti, con il razzo Delta IV della Boeing. L'uso di un vettore esistente avrebbe permesso di contenere i costi e aumentare la sicurezza derivante da un progetto testato e consolidato. La NASA aveva tuttavia considerato il vettore Ares I due volte più sicuro rispetto al progetto Atlas o Delta.
Secondariamente, i razzi a combustibile solido a 5 segmenti avrebbero avuto un costo di sviluppo di 3 miliardi di dollari, annullando i vantaggi che derivavano da componenti derivati dallo Shuttle. I critici affermarono che l'eliminazione dei razzi a 4 segmenti e dell'SSME rimuoveva di fatto questo vettore dalla cosiddetta classe di veicoli derivati dallo Space Shuttle.
Infine, erano state sollevate obiezioni tecniche riguardanti la stabilità aerodinamica della configurazione proposta, con un centro di pressione anteriore e un centro di gravità a prua. A causa di questo Ares I poteva tendere alla rotazione, essendo più stabile nella posizione rovesciata. Il sistema di controllo di assetto sui razzi a combustibile solido avrebbe fronteggiato questa instabilità. Questo problema venne studiato da NASA nella galleria del vento per trovare una soluzione.
I sostenitori del progetto affermarono tuttavia che il vettore fosse essenziale per assicurare l'impiego continuato della forza lavoro attuale del progetto Shuttle, assieme a quelli impegnati nello sviluppo di componenti critici (come i razzi a cinque segmenti e il propulsore J-2X) del vettore maggiore Ares V.